# 欧州郵便電気通信主管庁会議
欧州郵便電気通信主管庁会議 (おうしゅうゆうびんでんきつうしんしゅかんちょうかいぎ、European Conference of Postal and Telecommunications Administrations; CEPT) は、1959年6月26日に設立された、ヨーロッパの電気通信および郵便の標準化組織である。略称のCEPTはフランス語表記 Conférence européenne des administrations des postes et des télécommunications から。
ヨーロッパにおける郵便および電気通信に関する公共政策および規制関係の検討・調整・標準化を担う。1988年には傘下に欧州電気通信標準化機構 (ETSI) を設立し、1998年に電気通信分野の標準化業務を一部移管した。また、郵便分野も1989年に国際郵便機構 (International Post Corporation; IPC) を設立し、一部業務を移管している。

## 参加国
2019年3月現在、48ヶ国。アルファベット順。
アルバニア、アンドラ、オーストリア、アゼルバイジャン、ベラルーシ、ベルギー、ボスニア・ヘルツェゴビナ、ブルガリア、クロアチア、キプロス、チェコ、デンマーク、エストニア、フィンランド、フランス、ジョージア、ドイツ、ギリシャ、ハンガリー、アイスランド、アイルランド、イタリア、ラトビア、リヒテンシュタイン、リトアニア、ルクセンブルク、マルタ、モルドバ、モナコ、モンテネグロ、オランダ、北マケドニア、ノルウェー、ポーランド、ポルトガル、ルーマニア、ロシア、サンマリノ、セルビア、スロバキア、スロベニア、スペイン、スウェーデン、スイス、トルコ、ウクライナ、イギリス、バチカン